# Pleurospermum simplex
Pleurospermum simplex là một loài thực vật có hoa trong họ Hoa tán. Loài này được (Rupr.) Benth. & Hook. f. ex Drude miêu tả khoa học đầu tiên năm 1898.